# Mario Roberto Santucho
Mario Roberto Agustín Santucho (Santiago del Estero, 12 de agosto de 1936-Villa Martelli, Buenos Aires; 19 de julio de 1976) fue un guerrilero argentino, fundador y secretario general del PRT y comandante del ERP (Ejército Revolucionario del Pueblo), el mayor grupo guerrillero de orientación marxista de Argentina.
Contador por la Universidad Nacional de Tucumán, fue militante del FRIP entre 1960 y 1965. Posteriormente fundó el PRT (Partido Revolucionario de los Trabajadores) en 1965, del cual fue secretario general en dos períodos: 1965-1971 y 1972-1976. Paralelamente fue comandante del ERP desde 1970 hasta su muerte en 1976.
Santucho era llamado Roby por sus camaradas, y tuvo además varios alias o nombres de guerra tales como Miguel, Comandante Carlos Ramírez, Enrique Orozco y otros. Murió durante un enfrentamiento con un grupo de tareas del Ejército Argentino en Villa Martelli (Vicente López) en 1976. Sus restos fueron desaparecidos por las fuerzas armadas.

## Familia
Era hijo del conocido abogado radical Francisco del Rosario Santucho y de Manuela del Carmen Juárez. Sus hermanos  fueron Francisco René Santucho, Amilcar Santucho, Julio Santucho, Oscar Asdrúbal Santucho, Manuela Elmina Santucho, Raúl Santucho, Blanca Rina Santucho, Carlos Hiber Santucho y Omar Rubén Santucho. Varios de ellos fueron protagonistas políticos del FRIP o bien del PRT-ERP. Julio Santucho fue seminarista y luego escritor, Amilcar y Manuela estudiaron derecho. Raúl fue juez provincial. Carlos Hiber fue gerente de una empresa en Buenos Aires y Blanca trabajaba en la escribanía familiar.
Mario Roberto Santucho tuvo cuatro hijos.  

## Actividad política

### Juventud
Mario Roberto Santucho, el cual llegó a ser apodado "Roby", nació en 1936 en la norteña ciudad argentina de Santiago del Estero, fruto de la unión de Francisco del Rosario Santucho, un caudillo radical santiagueño, con su segunda esposa, Manuela del Carmen Juárez, quien previamente era su cuñada, por ser hermana de la difunta esposa de aquel. Siendo el séptimo hijo varón de su padre y por tradición de la Argentina, fue apadrinado por quien fuera presidente de ese país en ese momento, Agustín Pedro Justo.
Desde muy joven se interesó por la política. Uno de sus hermanos, Amílcar, pertenecía al Partido Comunista de la Argentina, y otro, Francisco René, era un escritor que más adelante perteneció al ERP, secuestrado y desaparecido durante el gobierno de María Estela Martínez de Perón.
Sus primeros acercamientos políticos se producen a partir del Centro de Estudios e Investigaciones Socioeconómicos de la Provincia de Santiago del Estero, y por el acercamiento a la revista Dimensión, en la que su hermano Francisco René ocupaba un papel relevante.

### Su etapa como estudiante universitario
Durante su etapa como estudiante en la Universidad Nacional de Tucumán, Santucho se integró en el Movimiento Independiente de Estudiantes de Ciencias Económicas (MIECE) y fue elegido representante al Consejo Académico. Se graduó de Contador Público y llegó a ser delegado del Centro de Estudiantes gracias a su intervención en el MIECE. El MIECE triunfó en las elecciones de 1959, ganando el Centro de Estudiantes y consagrando a Mario Roberto Santucho como delegado estudiantil  en el Consejo Tripartito de la Federación Universitaria Argentina (FUA). En abril de 1960 Santucho viajó a Paraguay y Brasil. En Buenos Aires tuvo un último encuentro con el escritor polaco Witold Grombrowicz durante otoño de ese mismo año. 

### Casamiento y primer viaje al exterior
El 15 de junio de  1960 contrajo matrimonio civil  con Ana María Villarreal  en San Miguel de Tucumán. Más tarde, en enero de 1961 la pareja  emprendió un viaje por América Latina, con el objetivo de llegar a Cuba. Con Ana María tuvo tres hijas: Ana, Marcela Eva y Gabriela. Durante su estadía en Perú conoció a Víctor Raúl Haya de la Torre, quién ejerciera cierta influencia en su pensamiento. Quedó desencantado del encuentro con el célebre político peruano. En los Estados Unidos, Santucho participó de debates y conferencias en algunas universidades. Visitó la universidad de Harvard y permaneció dos meses en el país del norte. Allí consiguió los contactos para viajar a Cuba. Llegó cuando comenzó el bloqueo estadounidense a Cuba, en vísperas de la invasión a Bahía de los Cochinos. Estuvo en la manifestación masiva del 26 de julio en la cual Fidel Castro proclamó el acercamiento a la Unión Soviética. Se integró al trabajo voluntario en la zafra e inició su primer entrenamiento guerrillero junto a otros revolucionarios, entre ellos miembros de Tupamaros.

### FRIP y FOTIA
En julio de 1961 Mario Roberto Santucho participó activamente en la fundación del Frente Revolucionario Indoamericanista Popular (FRIP) junto a sus hermanos. En 1963 se recibió de contador público. Según Seoane (1992), Santucho nunca ejerció como contador y finalizó sus estudios debido a una promesa realizada a sus padres. Santucho solía lamentarse de haber descubierto de manera tardía su interés por la economía. Se vinculó con la militancia sindical de la FOTIA en Tucumán donde conoció a Leandro Fortunato Fote, el médico del sindicato Hugo Santilli y al joven obrero cañero Antonio del Carmen Fernández. Los dos primeros  eran militantes del partido trotskista Palabra Obrera que dirigía Nahuel Moreno. Santucho participó de la toma del ingenio San José el 28 de julio de 1962. Comenzó a trabajar en la contabilidad del sindicato. En mayo de 1963 recorrió junto a su hermano Francisco René los obrajes de quebracho de Santiago del Estero. Aprendió quechua y alfabetizó varios dirigentes de la FOTIA, entre ellos a Antonio del Carmen Fernández. También fue detenido durante algunas horas. 
En el invierno de 1963 Santucho se reunió con Nahuel Moreno en la ciudad de Tucumán después de una serie de contactos preliminares. Esta alianza generó una discusión con su hermano Francisco René Santucho, quien se oponía a la transformación del FRIP en una organización celular y de cuadros, según afirma María Seoane (1992). En 1964 se reunió con algunos miembros de Uturuncos que habían salido de la cárcel.

### El PRT
El 25 de mayo de 1965  durante el gobierno del presidente Illia,  Santucho impulsa la unificación del Frente Revolucionario Indoamericanista Popular (FRIP) que él lideraba, junto con la organización trotskista Palabra Obrera, dando nacimiento  así al Partido Revolucionario de los Trabajadores (PRT). El nuevo partido se funda en el barrio de Once de la ciudad de Buenos Aires. Ese fue el primer congreso del PRT. Luego de varias disputas internas, se define al partido como marxista-leninista y, se establece como objetivo inmediato, realizar acciones en apoyo a la resistencia de los trabajadores azucareros en Tucumán. EL PRT iba a tener una organización celular, clandestina y contaría con un periódico partidario bautizado como La Verdad.  Nahuel Moreno fue elegido secretario general y Mario Roberto Santucho fue miembro del Comité Central. En agosto de 1966 se realiza el segundo congreso del PRT en la confitería El Greco del barrio de Caballito, ciudad de Buenos Aires.  
En 1967 Santucho participa de las protestas de la FOTIA por los cierres de los 11 ingenios azucareros de Tucumán durante el gobierno del dictador Juan Carlos Onganía. Participó en acciones de sabotaje. EL PRT calificó a Onganía como " bonapartista" y a su régimen como una dictadura pro-imperialista. Santucho es detenido, procesado y encarcelado en la prisión de Villa Urquiza por 24 días. El estudio contable de su familia fue allanado por la policía. A mediados de julio de 1967 se habían reunido en La Habana, Cuba, un grupo de intelectuales latinoamericanos que asistieron a la primera reunión de la Organización Latinoamericana de Solidaridad (OLAS). El encuentro difundió un documento conocido como Declaración de las OLAS. El PRT adhirió al mismo.   
El 9 de octubre de 1967 muere el Che Guevara en Bolivia. Esa misma tarde Santucho reunió a algunos compañeros del ingenio San José y dijo: "era nuestro comandante, era el mejor (...) Ahora nos toca a nosotros seguir su ejemplo, recoger su fusil hasta vencer o morir por la revolución socialista en la Argentina"  (Seoane, 1992).  A partir de entonces se incrementan los debates internos en el PRT acerca de la factibilidad de la lucha armada. En enero de 1968, en una reunión del Comité Central en la ciudad de La Plata, Nahuel Moreno se opuso al inicio de la actividad guerrillera y propiciaba continuar con la lucha sindical. Fue la última vez que se vieron Santucho y Moreno. Santucho comenzó a preparar el Cuarto Congreso para febrero de 1968 que se realizó en La Boca. Participaron del mismo unos cincuenta militantes y no acudieron los morenistas o partidarios de Nahuel Moreno. Oscar Prada fue nombrado secretario general del PRT y Mario Roberto Santucho como jefe máximo del  comité militar. Se editaría un periódico titulado El Combatiente (EC). 
Poco tiempo después Santucho viajó a Cuba para recibir entrenamiento militar. Fue acompañado por Luis Pujals, Rubén Bonet y Antonio del Carmen Fernández. En Cuba estuvo apenas dos meses. Luego viajó a España para visitar a su hermano Julio Santucho en Santiago de Compostela. En mayo de 1968 Santucho llegó a la ciudad de París. Vivió el mayo francés de 1968. Se hospedó en la casa de Janneth Havel.  Estuvo en las barricadas del Barrio Latino y asistió a marchas obreras. En esa ciudad participó del encuentro con la IV internacional y sus representantes de la Liga Comunista Francesa para debatir los documentos que en diciembre de ese año se integrarían al IX Congreso de la Internacional trotskista, que se declaró partidaria de las OLAS y de la lucha armada. A principios de junio de 1968 regresa a la Argentina.

### División del PRT
En 1968 el PRT se divide entre  la facción  de Nahuel Moreno, que pasa a llamarse PRT-La Verdad y el PRT-El Combatiente, liderado por Mario Roberto Santucho. La división se realiza  debido a posiciones diferentes en relación con la lucha armada. El congreso de la internacional trotskista de fines de 1968 reconoció al PRT El Combatiente como delegado oficial de la IV Internacional en la Argentina. En Tucumán a su regreso de Europa Santucho comienza el montaje de un campamento en Caspichango, cerca del río Las Calaveras, en la ruta a Tafí del Valle. A principios de 1969 Santucho dirige el comando Sargento Cabral que asaltó el Banco Provincia en Belén de Escobar, en la provincia de Buenos Aires el 7 de enero de 1969. Obtuvo un botín de 75 millones de pesos, unos 213.000 dólares estadounidenses. No hubo víctimas y fue la primera operación de expropiación que realizó el PRT o bien del proto ERP. Dos miembros del comando fueron detenidos, entre ellos Rubén Batallés.Santucho logró escapar en bicicleta (Seoane, 1991).
Santucho participó de la revuelta popular de 29 de mayo de 1969, conocida como el cordobazo, junto a otros dirigentes del PRT como Domingo Menna y Carlos Germán. En una reunión de emergencia del comité central del PRT el 12 de octubre de 1969  Santucho propuso iniciar a actividad guerrillera en todo el país pero la detención del estudiante tucumano Tirso Yáñez y sus declaraciones bajo presión puso en alerta a la policía. Hubo varios detenidos y procesados y Santucho fue identificado como el jefe del grupo de  " subversivos". En noviembre de ese año de 1969 el Jefe de Orden Público de la división de Investigaciones de Tucumán, el comisario José Antonio Neme, elaboró un informe de inteligencia acerca de Mario Roberto Santucho en el cual detallaba su actividad política. Para entonces la relación de Santucho con su esposa estaba terminada y Santucho comenzó un romance con la también militante Lea Place. El 24 de noviembre de 1969 una patrulla policial lo detuvo en el centro de San Miguel  de Tucumán. Santucho fue golpeado por la policía, declaró pero negó todas las acusaciones. Fue trasladado a la comisaría de Villa Quinteros, en la localidad de Monteros. Mientras estaba en prisión Oscar Prada y Elías Prieto decidieron anular las resoluciones de inicio de la guerrilla y destituyeron a Santucho de la jefatura por " foquista". Santucho respondió con fuertes cartas y exigió la convocatoria al V Congreso. Hubo un intento de rescate de Santucho  el 4 de febrero de 1970 en la comisaría de Villa Quinteros que fue un fracaso. Santucho  en consecuencia fue trasladado a la comisaría de la ciudad de Concepción. Prada y Prieto se separaron del PRT y fundaron el GOR ( Grupo Obrero Revolucionario). En el PRT quedaron dos tendencias, la Tendencia Leninista que encabezaba Benito Urteaga y que mantenía correspondencia con Santucho y la Tendencia Comunista que proponía la suspensión de la actividad guerrillera por un tiempo para analizar el desastre de las detenciones de Tucumán.   

### V Congreso del PRT
A fines de mayo de 1970 Menna y Urteaga comenzaron a planificar la fuga de Santucho de la cárcel de Villa Urquiza. Santucho se fugó por su propia cuenta. El 8 de julio de 1970 tomó una pastilla de ácido pícrico para simular un cuadro de hepatitis. Las autoridades del penal lo trasladaron al hospital de Padilla de donde Santucho se fugó el 9 de julio de 1970 por una ventana. El 28 de julio de 1970  Santucho llegó a la localidad de San Nicolás. Cruzó en un bote destartalado el delta hasta una casona abandonada en  las Islas de las Lechiguanas en donde se realizara el V congreso del PRT. Concurrieron medio centenar de militantes del PRT. Participaron: Benito Urteaga, Domingo Menna, Asdrúbal Santucho, Ana María Villareal de Santucho, Clarisa Lea Place, Luis Pujals, César Cerbato, Rubén Pedro Bonet, Osvaldo de Benedetti, Enrique Haroldo Gorriarán Merlo, Jorge Carlos Molina, Lionel Macdonald, Antonio del Carmen Fernández, Leandro Fortunato Fote, Carlos Germán, Guillermo Pérez, Ramón Arancibia y Luis Mattini.  Provenían de  Tucumán, Salta, Chaco, Córdoba, Rosario, Santiago del Estero, Santa Fe y Buenos Aires.    
El  V Congreso del PRT creó el 29 de julio de 1970 el ERP (Ejército Revolucionario del Pueblo). El nombre fue propuesto por el delegado de Salta Roberto Ramón Arancibia. Se eligió como símbolo la bandera del Ejército de los Andes a la cual se le agregó una estrella roja de cinco puntas en el centro.  Aunque el ERP no se establece oficialmente como el brazo armado del PRT, sus filas estaban constituidas por todos los militantes del Partido más aquellos combatientes de diferentes capas sociales y disímil extracción política que aceptan pelear por el programa de la organización: este programa se define como antiimperialista y anticapitalista, mientras que el programa del PRT es clara y definidamente socialista. Asimismo, el PRT desempeña la función de dirección político-militar del Ejército Revolucionario del Pueblo, con Santucho como uno de sus comandantes. La consigna era " Vencer o morir por la Argentina". Santucho leyó el programa que fue aprobado. Santucho explicó las sanciones a aplicar para aquellos que violaran la disciplina y la moral, o quienes robaran en beneficio propio, desertaran o traicionar. Se debía continuar con el uso de un nombre falso, ocultar su domicilio a otros ,aportar parte del salario al PRT, tener una vida sobria y modesta (Seoane,1991). Luego Pujals tomó la palabra acerca de la cuestión de la pertenencia del PRT a la IV Internacional, que era cuestionada por delegados de Córdoba y Buenos Aires, particularmente Domingo Menna y Luis Mattini. En cambio Pujals, Joe Baxter y Bonet se sentían orgullosos de su tradición trotskista. Santucho se inclinó por el bando crítico de la IV Internacional si bien el PRT no rompió sus vínculos con la Internacional  en ese momento. A partir de ese momento el PRT se convirtió en una organización político militar (OPM). El PRT sería un partido de cuadros con severas exigencias para ingresar. Los intelectuales debían trabajar en las fábricas y los obreros debían intelectualizarse. La organización estaba dirigida por  un buró político de seis miembros que se reunía diariamente, un comité ejecutivo de once miembros con reuniones mensuales, y el comité central de 24 miembros como organismo deliberativo cuyas reuniones serían trimestrales o semestrales. Los máximos responsables serían los miembros del buró político. Quedó integrado por Santucho, Pujals, Menna, Urteaga, Germán y Carrizo. Santucho quedó como jefe militar y de propaganda. El primer plan militar del ERP incluía acciones de expropiación de dinero, recuperación de armamento, toma de pueblos, liberación de presos y secuestros.  Cabe señalar que en mayo  de 1970  se había producido el secuestro y muerte de Aramburu, en la cual emergió la organización político militar peronista Montoneros.    

### Operaciones en Rosario , Tucumán y Córdoba
Finalizado el V Congreso, Santucho se estableció en Córdoba junto a la Sayo y sus hijos. Menna y Germán también se establecieron en Córdoba. Pujals fue a Buenos Aires. Urteaga, Carrizo y Baxter a Tucumán.  Se le encomendó a Baxter  desarrollar la guerrilla rural. Baxter no cumplió y fue separado de la dirección año y medio después.  El 18 de septiembre de 1970 un comando del ERP asaltó la comisaría 24 de la ciudad de Rosario. Dos policías se resistieron y fueron asesinados. La Gendarmería inició un operativo para encontrar a los  autores. El ERP asumió la autoría del acto y argumentaron que las muertes de los policías fueron en defensa propia. En noviembre un comando dirigido por Urteaga y Carrizo asaltó el Banco Comercial del Norte en la ciudad de Tucumán. Se llevaron un botín de cinco mil dólares. Sin embargo fueron reconocidos y detenidos posteriormente.      
El día 13 de enero de 1971 Domingo Menna fue detenido luego de resistirse, provocando un breve tiroteo, en Córdoba. Días después el 28 de enero fue capturada Clarisa Lea Place, cerca de Tucumán. El 12 de febrero Santucho maneja un camión para asaltar un blindado transportador de caudales de la empresa Yocsina en Córdoba. Se llevaron un botín de 121 millones de pesos, 26 mil dólares de esa época. Ana Villareal fue detenida el 11 de marzo de 1971 cuando repartía víveres en un barrio obrero y fue herida durante el procedimiento. El 28 de marzo Santucho organizó un comando para rescatar a su esposa junto a otras detenidas en la cárcel cordobesa del Buen Pastor pero el operativo fracasó. Fueron detenidos varios guerrilleros. Se produce en Córdoba el segundo Cordobazo o Viborazo. Santucho propiciaba acercamientos a otras organizaciones guerrilleras como las FAR y las FAP con quienes logró acuerdos políticos. El 23 de mayo de 1971 el ERP secuestró al cónsul honorario británico y  gerente del frigorífico Swift de Rosario, Stanley Silvester que fue liberado días después. El 11 de junio de 1971 se logró copar la cárcel cordobesa de mujeres del Buen Pastor. Según versiones de prensa Santucho ingresó a la misma disfrazado de sacerdote. El 28 de junio de 1971 el ERP dio su primera conferencia de prensa. Los periodistas fueron citados en una esquina y trasladados a una casa. Los cinco conferenciantes del ERP estaban armados y encapuchados. En la conferencia participó Santucho. Al finalizar la conferencia se sacó la capucha.      
Poco después Santucho viajó a Cuba, invitado por el partido comunista cubano. No se entrevistó esta vez con Fidel Castro pero sí con otros importantes dirigentes, entre ellos el general Arnaldo Ochoa. Tomó allí contacto con la organización Tupamaros de Uruguay, el Movimiento de Izquierda Revolucionaria de Chile y con los restos del Ejército de Liberación Nacional de Bolivia fundado por el Che Guevara. El 10 de agosto de 1971 Santucho volvió a Buenos Aires y se encontró con el dirigente trotskista de la IV Internacional Hubert Krivine, cuyo nombre de guerra era Sandor. En la reunión participaron Luis Mattini, Pujals y Baxter. Krivine realizó críticas al creciente militarismo del PRT-ERP. estas diferencias terminarían con el alejamiento del PRT de la IV Internacional. Santucho iba a comenzar contactos con el dirigente de Luz y Fuerza de Córdoba  Agustín Tosco y con Armando Jaime del Frente Revolucionario Peronista de Salta para discutir la estrategia electoral ante las elecciones que se aproximaban cuando fue detenido nuevamente en agosto de 1971.         

### La fuga de Trelew
El 31 de agosto de 1971 Mario Roberto Santucho fue detenido en la ciudad de Córdoba y trasladado a la Cárcel de Villa Devoto, en Buenos Aires.  Iba a reunirse con miembros de las FAR,FAP y Montoneros. Fue sometido a torturas durante diez días en la Dirección de Investigaciones de la policía cordobesa. Durante su estadía en el penal de Villa Devoto, Santucho reforzó los vínculos políticos con miembros del Partido Comunista, de Montoneros, de las Fuerzas Armadas Revolucionarias (FAR) y de las Fuerzas Armadas Peronistas (FAP). Fue trasladado posteriormente al penal de Rawson el 5 de abril de 1972. Al frente del PRT-ERP quedó Benito Urteaga. El 17 de septiembre de 1971 el presidente de facto Alejandro Agustín Lanusse  anunció la convocatoria a elecciones para marzo de 1973. Ese 17 de septiembre de 1971 cayó detenido ilegalmente Luis Pujals. Fue el primer desaparecido del PRT-ERP. Santucho nombró como abogados defensores a Eduardo Luis Duhalde y Rodolfo Ortega Peña. En octubre de 1971 fue allanada la casa de la familia Santucho en Santiago del Estero y  Don Francisco, padre de Mario Roberto, publicó una solicitada de protesta a Lanusse.    
El 31 de enero de 1972 se produjo el robo del siglo, el asalto por parte del ERP del Banco Nacional de Desarrollo (Banade) el 31 de enero de 1972. Se llevaron un botín récord de  401.835.895 pesos moneda nacional, unos 40  mil dólares al valor de la época. Luego del asalto Santucho reunió a sus abogados para realizar una denuncia por tortura. Santucho denunció que luego de su detención en Córdoba había sido trasladado a la delegación de la  Policía Federal. Santucho afirmó que había sido torturado con una picana, golpeado y lacerado (Seoane,1991).  En marzo se produce el secuestro del empresario Oberdan Sallustro de la FIAT que tuvo una gran repercusión internacional. En abril Santucho es trasladado a Rawson al igual que su esposa y varios de sus compañeros: Gorriarán Merlo, Alejandro Ulla, Pedro Luis Cazes Camarero y Eduardo Copello. Santucho se entrevistó con el  empresario italiano Peccei  por el secuestro de Sallustro antes de su traslado al sur.   
El 15 de agosto de 1972, se fugó del penal de máxima seguridad de Rawson hacia Chile junto a otros dirigentes de las FAR y Montoneros, en un resonante operativo durante el cual asesinaron al guardia Juan Gregorio Valenzuela, que incluyó el secuestro y desvío de una aeronave comercial de línea. Las FFAA asesinaron poco después a su esposa, Ana María Villareal- que estaba embarazada- y otros 15 militantes de diversas organizaciones populares en la llamada Masacre de Trelew. Luego de tensos días de espera en Chile, el grupo evadido fue autorizado por el gobierno de Salvador Allende a abandonar el país y dirigirse hacia La Habana, Cuba. Antes de partir para Cuba, la hija del presidente Allende se reunió con Santucho y le entregó una pistola de regalo que le enviaba su padre.   

### Santucho en Cuba y Europa
Se sabe poco de las actividades de Santucho en Cuba durante ese viaje. Hubo un encuentro entre Santucho y Fidel Castro. A mediados de octubre de 1972, Santucho y Menna llegan a Bruselas, Bélgica, vía Praga para encontrarse con Ernest Mandel y otros miembros de la Liga Comunista Francesa. La IV internacional estaba en proceso de revisión de su apoyo a la lucha armada y era previsible una ruptura entre el PRT y la Cuarta Internacional. Santucho tuvo dos reuniones con Mandel, Hubert Krivine, Daniel Bensaid y el ex secretario privado del mismo Trotsky,  Raymod Molinier. Santucho aterrizó en Santiago de Chile el 5 de noviembre de 1972 y se reunió con su hermano Francisco René. Allí se enteró de que el 16 de octubre pasado había muerto apaleado Ramón Rosa Jiménez. Joe Baxter estaba a punto de separarse del PRT mientras había surgido una corriente interna en el PRT pro-peronista en la ciudad de Buenos Aires que dispuesta a apoyar a Cámpora en las elecciones de marzo de 1973: el ERP 22 de agosto. En Chile Santucho se reunió con el jefe del MIR chileno, Miguel Enríquez. En esos dos encuentros se construyeron los fundamentos de lo que sería la JCR. Santucho fue uno de los miembros propulsores de la Junta de Coordinación Revolucionaria (JCR), organización integrada por el PRT (de Argentina), el ELN (de Bolivia), el MIR (de Chile) y el MLN-T (de Uruguay) que nacería en 1973.  El 20 de noviembre de 1972 Santucho regresa a Argentina y se encuentra con Benito Urteaga en La Plata. para retomar la conducción del PRT-ERP, que estaba en una situación calamitosa.
Se instala en la zona norte del Gran  Buenos Aires y desde ahí viaja a las provincias. La prensa alerta sobre su presencia en Argentina. Santucho realizó una reunión para evaluar la situación. Si bien las caídas habían sido numerosas, el PRT había crecido mucho en ese conflictivo año de 1972. Perón retornó a la Argentina el 17 de noviembre de 1972 y una multitud fue a recibirlo a Ezeiza. La reunión del PRT fue el 13 de diciembre de 1972 en una quinta de las afueras de la ciudad de La Plata. Se reunió el comité central del partido. Seoane (1991) señala que se consideraba a Benito Urteaga responsable de las numerosas caídas y del exceso de militarismo. Santucho y el cordobés Carlos Germán defendieron a Benito Urteaga en la reunión. Osvaldo Debenedetti fue degradado como militante de la organización y Joe Baxter fue expulsado.  Se incorporó al comité central Juan Eliseo Ledesma. La reunión finalizó el 15 de diciembre. Se le prohibió  Santucho que participara en cualquier actividad guerrillera para preservar al PRT-ERP de su posible caída. Ese mismo día el FREJULI proclamó la fórmula Cámpora-Solano Lima en las elecciones del 11 de marzo de 1973.   
El 28 de diciembre el ERP acribilló al contralmirante retirado Emilio Berisso. Los cómputos de las pérdidas de ese año eran: un desaparecido,30 muertos y 203 prisioneros ( Seoane,1991). Santucho viajó  a Córdoba a finales de diciembre de 1972 y se reunió con Agustín Tosco. La idea de Santucho era armar una fórmula electoral Tosco-Armando Jaime. Tosco le contestó que había rechazado al salir de la cárcel la propuesta de Alianza Popular Revolucionaria (APR) de ser candidato porque entendía que no se podía enfrentar al peronismo y declinó la oferta. El 14 de enero de 1973 Santucho se reunió en Córdoba con los máximos dirigentes perretistas. Se decidió impulsar la abstención electoral o el voto en blanco en las elecciones de marzo.    
En febrero Santucho trabajó en la planificación del primer ataque a una unidad del Ejército Argentino: el Batallón de Comunicaciones 141 que fue un éxito. Ocurrió el 18 de febrero de 1973. EL PRT mandó imprimir miles de boletas electorales con la estrella roja de cinco puntas y una serie de consignas a los efectos de anular el voto. Las elecciones del 11 de marzo de 1973 le dieron el triunfo al FREJULI.     
En los meses siguientes el ERP secuestra al contraalmirante Francisco Alemán, el 3 de abril de 1973, y al comandante de Gendarmería Nacional Jacobo Nasif el 26 de abril. El 18 de abril, el corresponsal del diario italiano Corriere della Sera, Gian Giacomo Foa, fue invitado a una conferencia de prensa del PRT que se efectuó el 21 de abril. Fue llevado a una casa en San Antonio de Padua. Además del italiano Foa, estaba presente el periodista Tom Streithourst de la cadena National Brodcasting System (NBC). Santucho habló en inglés en esa entrevista. Santucho explicó los motivos del secuestro de Alemán y la posición del PRT frente al gobierno de Cámpora. El ERP no atacaría al gobierno peronista pero sí a las fuerzas armadas y a las empresas multinacionales. EL PRT pretendía canjear prisioneros.    

### Santucho y el gobierno de Cámpora
A mediados de mayo de 1973 el PRT-ERP fijó su posición por escrito  frente al futuro gobierno peronista en el documento titulado : " Por qué el ERP no dejará de combatir. Respuesta al presidente Cámpora". Allí se sostenía lo dicho en la conferencia de prensa de abril.  La decisión de no dejar las armas se basaba en la historia reciente de Argentina, signada por permanentes golpes de estado. Lanusse se despidió del gobierno en un discurso el 24 de mayo de 1973.  Al otro día Héctor Cámpora asumió la presidencia el 25 de mayo de 1973 y ese día se produce el Devotazo. Los presos políticos fueron liberados por una ley de amnistía que se votó a toda prisa el 26 de mayo ante los acontecimientos del  día anterior. Quedaron en libertad  371 presos políticos, muchos de los cuales eran miembros del PRT-ERP.  Se derogó la legislación represiva. El 28 de mayo Cámpora restableció relaciones diplomáticas con Cuba. A fines de mayo de 1973 Santucho se reunió con un grupo de ex presos políticos perretistas recién liberados en el club Atenas de Córdoba para realizar un balance de los últimos tres años desde la fundación del ERP en 1970. Hubo varias críticas. Luego de esta  reunión  Santucho  rediseñó la dirección del PRT. El nuevo buró político (BP) quedó integrado por el mismo, como secretario  general del PRT y comandante del ERP, Luis Mattini como responsable  de asuntos sindicales, junto con Antonio del Carmen Fernández, Domingo Menna estaría  a cargo de los frentes políticos del PRT, Benito Urteaga sería el encargado de la organización partidaria y de la propaganda, Gorriarán Merlo como jefe del comité militar del ERP, junto a Carrizo y Carlos Germán.
En los primeros días de junio de 1973, el ERP liberó a Nasif y a Alemán. El 8 de junio de 1973, Santucho, Urteaga, Molina y Gorriarán Merlo ofrecieron una conferencia de prensa a cara descubierta por primera vez. La foto dio la vuelta al mundo. Santucho explicó la posición del PRT frente al gobierno de Cámpora. Seoane (1991) observa que el enfrentamiento con el gobierno de Campora fue verbal ya que el ERP había suspendido sus operaciones. Santucho comenzó en esa época una relación sentimental con la militante rosarina  Liliana Delfino. El 20 de junio retorno Perón a la Argentina de manera definitiva y se produce la masacre de Ezeiza.  El PRT leyó los hechos de Ezeiza como un avance de la derecha peronista. Los días de Cámpora estaban contados. Santucho se encontraba en Córdoba ese 20 de junio de 1973. El 27 de junio de 1973 Santucho acompañado de Urteaga y Fernández convocó a una conferencia de prensa en el Club Urquiza de Caseros que fue transmitida por los canales 11 y 13 y publicada en los diarios La Opinión y Crónica del 28 de junio. Fue la última aparición pública de Santucho. Acusó al gobierno de prepararse para reprimir al pueblo y de convertir al Ministerio de Bienestar Social en un cuartel de la CIA y de bandas fascistas. El cronista de La Opinión escribió que "Santucho dijo que no  era una declaración de guerra sino una advertencia política". Los efectos de la declaración fueron fuertes y hubo críticas desde diversos espacios políticos.    
El 30 de junio de 1973 acusó al gobierno del presidente Héctor Cámpora de hacer un golpe de Estado contra la voluntad popular:

"El gobierno del Presidente Cámpora se coloca cada vez más claramente al lado de los espectadores y los represores, junto a los enemigos del pueblo y de la Nación Argentina; y se apresta a reprimir, mas aún, ya ha comenzado a organizar la represión sangrienta contra el pueblo. En el terreno de la economía, en lugar de elevar el nivel de vida de las masas trabajadoras, hacer pagar la crisis a los capitalistas y organizar la economía bajo el control y administración de los trabajadores, intenta a través del pacto social maniatar a los obreros y dar vía libre a los empresarios para el enriquecimiento más rápido.(...) En el terreno político, desde el Ministerio de Bienestar Social convertido en cuartel general de la Central de Inteligencia Americana, el gobierno organiza bandas fachistas para reprimir a las Fuerzas Revolucionarias. En este sentido, nuestro deber revolucionario es enunciar que el sorpresivo y feroz ataque perpetrado contra los sectores revolucionarios del Peronismo el 20 de junio en el acto de Avenida Richieri con un mínimo de 25 muertos, fue perfectamente planificado, organizado y ejecutado desde el Ministerio de Bienestar Social bajo la inmediata dirección del torturador Osinde y otros notarios agentes del imperialismo yanqui. Por estas medidas económicas y políticas el gobierno del FREJULI ha recibido el entusiasta respaldo de todo lo anti nacional y anti popular de la Unión Industrial Argentina, del imperialismo yanqui y europeo, de personajes tan nefastos como Alvaro Alsogaray, de los militares opresores, y ha dejado sorprendidas y preocupadas a las amplias masas que lo apoyaron con su voto. Los recientes pronunciamientos documentados, en especial el mensaje de Campora el 25 de junio y la decisión de reprimir las ocupaciones de fábricas y la tenencia de armas y explosivos, sumado a los planes económicos y políticos del gobierno, significan una traición a la voluntad popular, al mandato recibido y colocan al nuevo gobierno a solo un mes de su instalación, a un paso de la ilegalidad revolucionaria.(...) No hemos temido a la dictadura militar, no tememos a las bandas fascistas, no tememos al ejército contra revolucionario, ni tememos a los políticos traidores y farsantes, que se ocultaron en el momento de la lucha y hoy quieren engañar, dividir y destruir las fuerzas revolucionarias del pueblo argentino."

### Lastiri y Perón
El 13 de julio de 1973  Héctor Cámpora renuncia y asume Raúl Alberto Lastiri, yerno del ministro López Rega. Santucho viaja a Córdoba y conforma la Juventud Guevarista (JG) del PRT.  Se reúne nuevamente con Agustín Tosco para ofrecerla la candidatura del FAS. Nuevamente Tosco rechaza la oferta:" No, Negro, ¿estás loco?¿Cómo me voy a enfrentar a un Perón vivito y coleando?" (Seoane,1991). El peronismo presenta la fórmula Juan Domingo Perón-María Estela Martínez de  Perón ( Perón-Perón)  que consigue un triunfo abrumador en septiembre de 1973. El 28 de julio de 1973 Santucho escribe una  solicitada en el diario Clarín que tituló: "Resistir el autogolpe contrarrevolucionario". Se vaticinaba el avance de la derecha peronista y de la represión estatal.    
El 5 de agosto el ERP mata en Tucumán al comisario Hugo Guillermo Tamagnini, que había participado en la represión de Taco Ralo.  Fue el primer muerto desde la asunción de Cámpora en mayo de ese año. El 6 de septiembre de 1973  el ERP atacó el Comando de Sanidad en la ciudad de Buenos Aires en septiembre de ese año. El hecho fue duramente criticado desde diversos ámbitos políticos. El 11 de septiembre de 1973 el presidente de Chile Salvador Allende es derrocado y se suicida. En Buenos Aires se produce una movilización en apoyo de su gobierno. El ERP participó de la marcha con una columna. Santucho le dio instrucciones a Domingo  Menna y le dio la tarea de acercarle una valija con un 1 millón de dólares a los revolucionarios del MIR chileno, además de llevar la promesa de ayudar a la evacuación de los miristas. Perón se impone en las elecciones de septiembre con el 62,7% de los votos. El 24 de septiembre de 1973 mediante el decreto1454 se declaraba ilegal al ERP. El 25 de septiembre cae asesinado el dirigente sindical y titular de la CGT  José Ignacio  Rucci. Inicialmente se acusó al ERP del atentado, si bien luego se responsabilizó a Montoneros. Perón asume el 12 de octubre como presidente y responde con la orden reservada de octubre de 1973,en la cual da instrucciones para desarticular a la izquierda supuestamente infiltrada en su movimiento.     
El 19 de enero de 1974 el ERP ataca el cuartel de Azul en la provincia de Buenos Aires donde asesinan al Jefe de la Guarnición y ejecutan a su esposa, además de secuestrar al Jefe del Grupo Teniente Coronel Ibarzabal y entra en acción la organización de extrema derecha Triple A. La masacre que el ERP llevó a cabo en Azul generó amplias críticas políticas y el presidente Juan Domingo Perón ajusta cuentas con la izquierda peronista. Varios gobernadores cercanos a la Tendencia Revolucionaria son purgados. El 14 de febrero  de 1974 Santucho brindó una conferencia de prensa en la cual asistieron el Buenos Aires Herald, El Mundo, Le Monde, The New York Time y las agencias Reuters y Prensa Latina. En la misma Santucho reclamó por los combatientes del ERP desaparecidos en el ataque a Azul Antelo y Roldán y amenazó con ejecutar a Ibarzábal que había sido tomado prisionero en Azul a quien torturaron durante 10 meses. Dio a conocer el documento fundacional de la Junta de Coordinación Revolucionaria (JCR), por la cual las organizaciones político-militares del cono sur comenzarían a coordinar acciones y cooperar entre ellas. Se criticó a Montoneros y se desestimó la teoría del cerco, que preservaba la  figura de Perón. Un mes más tarde, el diario El Mundo, que era controlado por el PRT-ERP, es dinamitado y clausurado definitivamente.    
Perón rompe con la Tendencia Revolucionaria del peronismo  el 1 de mayo de 1974. En  mayo de 1974  el PRT-ERP lanza la guerrilla rural en Tucumán con la creación de la Compañía de Monte Ramón Rosa Jiménez. Santucho participa de la toma de Acheral el 30 el mayo de 1974. Pocos tiempo después, el 1 de julio de 1974 fallece el general  Perón. Su muerte provoca una ola de violencia por parte de los grupos de extrema derecha, observa la socióloga Inés Izaguirre. El poder político queda en manos de María Estela Martínez de Perón y su ministro José López Rega.    
El ERP intenta un ataque en Catamarca en agosto  que termina en una derrota y en la conocida  Masacre de Margarita Belén. Santucho responde con una campaña de represalia y asesina vilmente a oficiales del ejército argentino que fue anunciada a la prensa el 18 de septiembre de 1974. La campaña terminó en tragedias como cuando asesinan al capitán Humberto Viola y a su hija de 3 años a tiros, hiriendo además a su otra hija de 5 quien fue sometida a más de 10 operaciones quedando viva pero con secuelas, en Tucumán el 1 de diciembre de 1974. Santucho se responsabilizó por el hecho y detiene la campaña de represalia. Luis Mattini escribió al respecto de este hecho:" Pocas veces se había visto a Santucho demudado, furioso y casi abatido. Maldecía al jefe del comando guerrillero y al mismo tiempo pensaba cómo hacer un gesto de reparación por esa muerte injustificable".    
El 11 de septiembre de 1974 Santucho reunió a la dirección perretista  en el Comité Central Antonio del Carmen Fernández en una finca en la localidad de Del Viso, Buenos Aires. Allí presenta el  informe " Poder Burgués y Poder revolucionario" en la cual se consideraba que se abría una situación revolucionaria ante el estado policial de María Estela Martínez de Perón y López Rega. El ERP debía transformarse en un ejército regular (Seoane,1992).

### Gobierno de María Estela Martínez de Perón
El 9 de octubre de 1974 el PRT-ERP le hizo una propuesta de tregua al gobierno de María Estela Martínez de Perón. Se envió una carta a todas las fuerzas políticas firmada por el propio Santucho. El PRT-ERP ofrecía la liberación de los militares y empresarios secuestrados y solicitaba la liberación de los guerrilleros y presos políticos y la derogación de la legislación represiva. La oferta fue ignorada. En diciembre cae César Cerbato, miembro de la dirección y  uno de los fundadores del PRT. La casa de Santucho es allanada a fines de diciembre pero Santucho ya había partido para Villa Constitución, en Santa Fe. Allí se reunió con los obreros de la lista marrón  que estaban de huelga. Estuvo solamente un día en esa ciudad. A su regreso de Santa Fe en una reunión partidaria juró como comandante en jefe del ERP y fue confirmado como secretario general del PRT. El hecho fue difundido en Estrella Roja número 47 del 13 de enero de 1975.Se le otorgaron otros grados militares a miembros del ERP. Santucho diseñó el  nuevo esquema directivo  y quedaron al frente del PRT-ERP el mismo, Benito Urteaga, Domingo Menna, Juan Ledesma, Luis Mattini, Carlos Germán y Eduardo Raúl Merbilháa. Gorriarán Merlo quedó desplazado por abuso de poder, debido a que había matado  a un presunto espía sin cumplir con las estrictas normas que el ERP tenía para esos casos, observa Seoane (1991). Santucho estaba enfurecido con Gorriarán y declaró que nunca este último volvería a ocupar  puestos de dirección. Gorriarán Merlo aceptó la sanción, pero luego comenzó a criticar a la jefatura de Santucho. El ERP quedó al mando de Santucho en la comandancia general, Juan Ledesma como jefe de Estado mayor ,Carrizo como jefe de operaciones y otras tareas y Juan Mangini a cargo de la inteligencia. En el frente rural quedaron Hugo Irurzún, Asdrúbal Santucho, Jorge Carlos Molina, Manuel Negrin, Roberto Coppo y Lionel Mac Donald. Santucho comunica que él se trasladaría a las zonas rurales  apenas comenzara el operativo de los militares. El 17 de febrero de 1975 Santucho escribe en la nota editorial de El Combatiente: " La compañía de Monte vencerá".  En marzo es aplastada la huelga de Villa Constitución en Santa Fe. El PRT realizó contactos con Oscar Alende del Partido Intransigente.     
El 1 de abril de 1975 la policía allanó la fábrica de las ametralladoras JCR -1 del ERP en Caseros. Santucho partió a Tucumán. El 13 de abril de 1975 Carrizo dirigió el ataque  a la Fábrica de Armas Fray Luis Beltrán en la localidad de San Lorenzo. No pudieron copar la unidad pero lograron fugarse con algunas armas. Su hermano Francisco René Santucho fue secuestrado ese mes en Tucumán al igual que Amílcar Santucho que fue detenido  en la frontera con Paraguay. En junio muere su sobrina Estela en Córdoba y su hermano Asdrúbal en Tucumán. En junio-julio de 1975 se produce el Rodrigazo y las históricas marchas y jornadas sindicales que terminan con la renuncia de López Rega y el ministro de economía Celestino Rodrigo.      
A mediados de octubre de 1975 el PRT-ERP, Montoneros y la OCPO coincidieron en fundar la Organización para la Liberación de Argentina (OLA), es decir, la unión de las fuerzas revolucionarias de distinto origen ideológico y político en un partido único de la revolución.  Domingo Menna y Roberto Cirilo Perdía de Montoneros debatieron en sucesivos encuentros los acuerdos de la unión. Montoneros enviaría algunos milicianos a Tucumán y aportaría apoyo financiero mientras el PRT-ERP facilitaría sus imprentas clandestinas. La unidad de la izquierda revolucionaria armada quedaría sellada con la firma de Santucho y Mario Firmenich en una reunión cumbre prevista para los primeros meses de 1976.       
A fines del año 1975 la Compañía de Monte Ramón Rosa Jiménez es completamente derrotada en el marco del Operativo Independencia. En diciembre de 1975 se produce el último ataque del ERP a una unidad militar, el Batallón de Arsenales de Monte Chingolo, al sur del gran Buenos Aires. El combate termina en una derrota para el ERP.    

### Golpe de Estado  y muerte de Santucho
En los primeros días del año de 1976 Santucho  propuso mediante una carta abierta la conformación de un Frente Democrático Patriótico compuestas por fuerzas de izquierda y progresistas, amplio, con el fin de detener el inminente golpe de Estado y desmantelar la política represiva del gobierno.  A cambio ofrecía un armisticio y una tregua. La propuesta no progresó. Hubo un segundo  encuentro entre Santucho y Roberto Perdía en la casa de este último, en Ciudadela, provincia de Buenos Aires. Se discutió acerca de la colaboración del PRT en materia de prensa y propaganda, razón por la cual la dirigente montonera Victoria Walsh visitó la imprenta clandestina del PRT en Córdoba.  
Se enviaron emisarios a Europa para lograr apoyo internacional. Dos de ellos se entrevistaron con el sociólogo James Petras y el escritor argentino Julio Cortázar en el marco del Tribunal Russell a fines de febrero de 1976. El encuentro fue en Roma. El objetivo que se buscaba era el reconocimiento del ERP como fuerza beligerante, a los efectos de obligar al Ejército Argentino a que cumpliera con las normas internaciones de la guerra. La respuesta fue que el tribunal Russell no podía acceder a tal solicitud.
El 24 de marzo de 1976 ocurrió el golpe de Estado. Santucho contestó con la proclama: "Argentinos a las armas". El 29 de marzo se realizó la última reunión importante del PRT-ERP en una quinta en la localidad Moreno denominada "La Pastoril".  El encuentro fue detectado por las fuerzas del orden y terminó en un desbande con 12 muertos y heridos. En Córdoba hubo una detención masiva de miembros del partido y moriría Eduardo Castello que estaba al frente de la regional. A principios de mayo también sería asesinado Haroldo Conti. El 20 de mayo de 1976 desapareció Carrizo, jefe del estado mayor del ERP. Estas pérdidas afectaron fuertemente a Santucho, que estuvo una semana en cama. En junio Santucho y Menna se reunieron en la casa del dirigente montonero Roberto Perdía con Raúl Yager y Mendizábal a los efectos de continuar con la unificación de ambas organizaciones armadas. El nombre proyectado de ese frente era Organización para la Liberación de Argentina (OLA). Continuaron las caídas en Mendoza, Santa Fe y Rosario.    
Mario Roberto Santucho murió el 19 de julio de 1976 junto a parte de la dirigencia política del PRT en el domicilio de Domingo Menna, en el barrio de Villa Martelli , durante un enfrentamiento con un grupo de tareas del Ejército Argentino al mando del capitán Juan Carlos Leonetti, quien también fue ultimado en el combate, siendo la primera víctima. Ese mismo día se iba a  suscribir el  acuerdo PRT-Montoneros-OCPO.   
Ese día en particular  el capitán Leonetti ingresó al frente de un grupo de tareas  compuesto de aproximadamente 4 o 5 integrantes a eso de las 15 hs aproximadamente  a un edificio de departamentos de la localidad de Villa Martelli, provincia de Buenos Aires, ubicado en la calle Venezuela 3145, a escasos metros de la confluencia de la avenida General Paz y Panamericana.   El grupo de militares se dirigió al departamento del segundo o cuarto piso "B" donde se presumía que podía haber miembros del PRT-ERP. Los militares buscaron al portero Daniel a quien obligaron a tocar la puerta del departamento sospechoso. Una mujer respondió y abrió la puerta hasta que una bota militar trabó la misma e ingresaron al depto. Cuando el grupo militar ingresó al departamento se encontraban Santucho, su compañera de ese entonces Liliana Marta Delfino, uno de sus lugartenientes y miembro del Buró Político del PRT, Benito Urteaga y su hijo de dos años José.  Según el relato del sargento Víctor Ibáñez el grupo militar procedió a cachear a Santucho y Urteaga cuando uno de ellos logró arrebatarle el arma a Leonetti. Se generó un tiroteo en cuyo curso murió Urteaga y resultaron heridos de muerte Leonetti, quien falleció poco después y Santucho. La compañera de Domingo Menna, Ana Lanzilotto, embarazada de seis meses, fue detenida horas después cuando ingresaba al mismo departamento en una "ratonera" que dejaron los militares. Se cree que Santucho llegó malherido al Hospital de Campo de Mayo y murió poco tiempo después en esa guarnición militar sin recibir atención médica. El hijo que estaba por nacer de Ana Lanzilotto y Domingo Menna nació en cautiverio en septiembre de ese mismo año  y  mucho tiempo después y recuperó su verdadera identidad en 2016.  
Santucho tenía un balazo en el pómulo, otro en el cuello y nueve de la cintura para arriba en tanto Leonetti, que estaba herido de la cintura para abajo. El capitán Leonetti llegó muerto al Hospital Militar sin saber que había matado a Santucho. El cuerpo de Mario Roberto Santucho se encuentra hasta la fecha desaparecido si bien se cree que fue enterrado ilegalmente en Campo de Mayo. El sargento Ibáñez dijo que el cuerpo de Santucho permaneció un tiempo en un sótano de Campo de Mayo convertido en un museo improvisado. El libro "Santucho. Entre la Inteligencia y las armas" del periodista Eugenio Méndez, muestra una foto en su tapa de Mario Roberto Santucho fallecido con el rostro desfigurado. Se cree que esa foto fue tomada en Campo de Mayo. La dictadura militar decidió desaparecer el cuerpo de Santucho. Tras la muerte de Santucho se encontró en sus valijas valiosa información, nombres de 395 miembros de la Juventud Guevarista y los Comandos de Apoyo del ERP que iban a actuar durante el Mundial de Fútbol de 1978 . José el niño de dos años ,hijo de Benito Urteaga,  fue devuelto a su madre Pola Augier. 
Según cuenta Arnol Kremer, más conocido por su seudónimo Luis Mattini, sobreviviente y último secretario general del PRT-ERP luego de la muerte de Santucho, en aquellos días la cúpula del ERP estaba coordinando junto a la dirigencia de Montoneros la unificación de ambas fuerzas guerrilleras, en lo que se iba a llamar Organización para la Liberación de Argentina, y recibiendo asimismo apoyo logístico y financiero desde Montoneros para facilitar la perentoria salida del país hacia La Habana de Mario Santucho y su pareja Liliana Delfino, debido a que ya se encontraban virtualmente cercados y su poder organizacional diezmado.
Luego de ocurrido el enfrentamiento, las autoridades militares informaron haber requisado en aquel domicilio gran cantidad de documentación, entre la cual se encontraban los pasajes aéreos. La noticia de la muerte de Santucho se dio a conocer a la noche de ese lunes 19 de julio de 1976.

### Hipótesis de la caída de Santucho
No ha quedado claro hasta el momento como es que Leonetti y su pequeño grupo llegaron al departamento de Villa Martelli y dieron con la máxima conducción del PRT-ERP.  Ha habido varias  hipótesisy explicaciones al respecto: una de ellas es la pista del nebulizador, una constancia que tenía Domingo Menna en su bolsillo con la dirección del departamento donde vivía con Santucho en Villa Martelli.  Se cree que al caer ese mismo día Domingo Menna, los militares pudieron llegar al departamento gracias al recibo del nebulizador sin saber que  se encontrarían con el  mismo jefe del ERP, hecho que explica la pequeña fuerza militar enviada cuando lo razonable era enviar una fuerza muy superior.  Una segunda  hipótesis refiere que  la caída de Santucho  fue producto de la caída previa de elementos de Montoneros, organización  que estaba en proceso de fusión con el PRT-ERP y que se reuniría con la cúpula del PRT.  Fernando Gertel, miembro del PRT, tenía la misión de encontrarse con el enviado de Montoneros que no asistió a la cita. Una tercera  hipótesis señala a  un miembro infiltrado en las altas esferas del PRT: se trataría del obrero Julio Oropel. Este hombre fue interrogado por la responsable de Contrainteligencia del PRT Pola Augier, quien estaba en pareja con Benito Urteaga. La investigadora quedó convencida de la traición de Oropel, si bien el tribunal revolucionario posterior del PRT  descartó la acusación.  Volviendo a la primera hipótesis del nebulizador,  la caída de Domingo Menna  a su vez era producto  de  una supuesta traición de  un elemento  del PRT que era médico, cordobés y amigo personal  de Menna. Este hombre conocido como  "Gustavo" ante la caída previa de su pareja  ofreció la información a los militares a cambio de la liberación de la misma y de esa manera entregó a Menna.  Dicho individuo  apareció mencionado en un cable desclasificado de la CIA que se dio a conocer en 2021 , donde se menciona su apellido compuesto: López Arguello.  Esta hipótesis se sostiene en los dichos de Domingo Menna durante su detención ilegal en el centro clandestino de Campo de Mayo y que fueron relatados por Eduardo Cagnolo. La revista argentina Crisis, en  dos artículos  escritos en 2024 y 2025 por el hijo de Mario Roberto Santucho y director de la revista Crisis explica y desarrolla esta hipótesis del entregador de Menna que a su vez condujo a la caída de Mario Roberto Santucho.  Esta hipótesis además fue sostenida por el médico Abel Bohoslavsky en su escrito titulado   "Aclaraciones necesarias sobre el informe ¿Quién traicionó a Santucho?" aparecido en la revista La Roca número 2 de diciembre del 2015 quién también pensaba que la caída venía por el lado de " Gustavo". Cabe mencionar que en  la nota de la revista Crisis titulada  "La cita", López Arguello se entrevistó con Mario Roberto Santucho hijo y negó tales acusaciones.       
En una entrevista en 2012, Jorge Rafael Videla, dictador de Argentina durante la mayor parte del Proceso de Reorganización Nacional, dijo que cuando murió Santucho los militares hicieron desaparecer el cadáver del guerrillero porque «era una persona que generaba expectativas. La aparición de ese cuerpo iba a dar lugar a homenajes, a celebraciones. Era una figura que había que opacar».

## Teoría política
Las fuentes ideológicas de las que se fue nutriendo su pensamiento fueron amplias. Desde Lenin y Stalin hasta Milcíades Peña (intelectual de izquierda de los sesenta), Miguel Ángel Asturias, Bernardo Canal Feijóo, Rodolfo Kuhn, Héctor P. Agosti y su hermano Francisco René Santucho.
Algunos nutrieron su pensamiento ideológico-político (como Lenin), otros su pensamiento militar. Además, la influencia de la Revolución Cubana y del Che Guevara jugaron un papel importante. Santucho evolucionó desde sus primeras ideas indigenistas y nacionalistas de izquierda en el FRIP hacia un marxismo-leninismo  crítico de la URSS y los partidos comunistas vinculados a ella y una postura  más  próxima al castrismo cubano. Fue un marxista-leninista guevarista. De hecho hoy en día es considerado como el exponente más importante del guevarismo después del Che Guevara. Si bien el trotskismo y lógicamente Trotsky influyeron en Santucho  y el PRT, Mario Roberto Santucho  difícilmente puede ser catalogado como trotskista. De hecho el actual trotskismo argentino no lo reivindica. El pensamiento de Mao y del maoísmo también influyeron en la formación y evolución de Santucho. 
Respecto a la burguesía, plantea que esta no podría organizar los cambios políticos, por lo que no se podía pensar en un amplio frente político nacional (como sería La Hora del Pueblo o el FREJULI). Sobre el planteo de "democracia o dictadura" propio del liberalismo, Santucho plantea que las opciones son continuar bajo dominación burguesa en sus diferentes formas, o encarar la revolución socialista.
Santucho realiza sus planteos sobre las Fuerzas Armadas, sosteniendo que constituían un partido militar, o sea un partido político más. Sobre el peronismo, opinaba que no era ni revolucionario (como opinaba el peronismo de izquierda), ni fascista (la opinión del Partido Comunista) en la década del 40, sino que Santucho decía que era una especie de "bonapartismo", es decir, una figura militar fuerte, que ejerce un papel de árbitro entre las clases sociales, ordenándolas, pero en última instancia termina poniendo orden para la burguesía. "Bonapartismo" es un concepto que Santucho utilizaba de manera crítica y cuyo origen se encuentra en los escritos políticos de Karl Marx.  
Los desafíos del movimiento popular argentino, para Santucho, eran básicamente dos: el populismo y el reformismo. El populismo busca confundir a toda la nación bajo el nombre de "pueblo" (Santucho lo identifica con el peronismo y Montoneros). El reformismo lo encuentra en el seno del Partido Comunista,entre otras fuerzas. Más allá de sus críticas al peronismo o bien a otras corrientes de izquierda no peronista, Santucho entendió al final de su vida que era necesario forjar una alianza  de revolucionarios marxistas o peronistas de izquierda contra las fuerzas políticas reaccionarias. Es por eso que llegó a establecer contactos políticos con el PI o bien el mismo PC. Santucho además pensaba que de triunfar la revolución argentina, era necesario establecer relaciones de cooperación con la Unión Soviética. 

## Documentales
Existen varias producciones documentales sobre Mario Roberto Santucho. Uno de ellas es Santucho...todavía de Lucía García y Camilo Cagni.

## Libros
- Por qué nos separamos de la IV Internacional (1973)
- Poder burgués y poder revolucionario (1974)
- Formalismo versus Marxismo Leninismo (1975)
- Método y Política (1975)